# Севидов, Александр Александрович
Алекса́ндр Алекса́ндрович Севи́дов (5 сентября 1921, Москва — 15 апреля 1992, Москва) — советский футболист, центральный и полусредний нападающий. Впоследствии — футбольный тренер, известный по своей работе в минском, киевском и московском «Динамо». Дважды приводил свои команды к званию чемпионов СССР и дважды — к победе в кубке страны. Мастер спорта СССР (1957), заслуженный тренер СССР (1968) и Белорусской ССР (1963).
Отец футболиста и тренера Юрия Севидова. Внук — Антон Севидов, музыкант.

## Карьера игрока
Играть в футбол начал в 1936 году в возрасте 15 лет в московской команде «Старт». В 1939 году был приглашён в команду мастеров казанского «Динамо», выступавшую в классе «Б» союзного первенства. В Казани Севидов провёл один сезон, после чего в 1940 году перешёл в другую команду класса «Б» — московский «Пищевик». На высшем уровне дебютировал в начале 1941 года в минском «Динамо», за которое до начала Великой Отечественной войны успел провести 7 матчей чемпионата СССР.
С 1942 по 1945 год Александр Севидов — игрок московской команды «Крылья Советов». В первом послевоенном чемпионате Севидов в 16 играх забил 10 голов.
Летом 1944 года Севидов в составе «Крыльев» участвовал в матче против английской команды на стадионе «Динамо», который носил закрытый характер: из зрителей на нём присутствовали только советское партийное руководство и сотрудники британского посольства, а игроков пропускали только через охраняемый служебный вход. Встреча завершилась сенсационной победой «Крыльев» 19:1, хотя они пропустили гол уже на первой минуте. Как позже выяснилось, в составе англичан не было профессионалов: английские «профи» решили не лететь через линию фронта. Севидов в той встрече забил 6 мячей.
В декабре 1945 года, по приглашению тренера ЦДКА Бориса Аркадьева, принял участие в поездке армейской команды в Югославию (в ЦДКА Севидов заменил Всеволода Боброва, отправившегося с московскими динамовцами в их знаменитое турне по Великобритании). В Югославии Севидов провел почти все игры, а в последнем матче турне смог поразить ворота «Црвены Звезды».
Александр Севидов был одним из самых талантливых игроков своего поколения. Разноплановый, универсальный центрфорвард, он обладал высокой скоростью, отменными физическими качествами и сильным ударом. Севидов умело подыгрывал партнёрам и сам отличался высокой результативностью. Действия нападающего на поле были эффектными и эффективными, что привлекало к нему внимание ведущих советских тренеров. Тренер Б. А. Аркадьев, говоря об игровых качествах Севидова, ставил его в один ряд с такими футболистами, как М. Бутусов, Г. Федотов, В. Бобров.
В 1946 году Севидов был приглашён в московское «Торпедо», где составил пару форвардов вместе с Александром Пономарёвым. 23 мая 1946 года в матче с ленинградским «Динамо», игрок соперника Аркадий Алов нанёс Севидову тяжелейшую травму ноги, после которой тому пришлось в 25-летнем возрасте закончить игровую карьеру. До 1948 года Севидов продолжал числиться в составе торпедовцев, а в 1949—1950 — в составе московского «Локомотива», перенёс множество сложнейших операций, однако вернуться в футбол в качестве игрока ему уже не удалось.

## Тренерская карьера

### Начало карьеры
В 1950 году окончил Государственный центральный институт физической культуры и приступил к тренерской работе в команде города Ступино, которая после победы в чемпионате Московской области вошла в число участников первенства РСФСР. В 1954 году команда г. Ступино под руководством Севидова стала чемпионом РСФСР и вышла в класс «Б» союзного чемпионата.
С 1958 по август 1960 возглавлял команду класса «А» «Молдова» из Кишинёва. В этой команде дебютировал на высшем уровне сын А. А. Севидова — Юрий Севидов, который по ходу сезона 1960 года был переведён в московский «Спартак» в нарушение действовавшего регламента. В 1961 году вернулся в Москву и Севидов-старший, став тренером ФШМ.

### «Динамо» (Минск)
В 1962 году Севидов переехал в Минск, где стал старшим тренером и начальником команды «Беларусь», а в следующем году, после переименования — старшим тренером «Динамо», которое он возглавлял на протяжении 7 сезонов, одних из самых успешных в истории клуба. Тренер сумел создать перспективную, боевую команду на базе перебравшихся в начале 1960-х годов в Минск бывших дублёров московского «Спартака» И. Рёмина, Ю. Погальникова, В. Коновалова, Л. Адамова, Э. Малофеева и примкнувшего к ним экс-торпедовца А. Денисенко.
Перед началом чемпионата СССР 1963 года Севидов заявил, что перед командой, занявшей в предыдущем сезоне 19-е место (в 2-х очках от зоны вылета), стоит задача удержаться в классе А. Однако команда достигла феноменального успеха. Динамовцы смогли завоевать бронзовые медали чемпионата и показали второй результат по пропущенным мячам (после московских одноклубников). Такого результата удалось достичь за счёт грамотной организации командных действий. Белорусская команда использовала жёсткий прессинг по всему полю, в отборе мяча участвовали и нападающие, защитники же при любой возможности включались в атакующие действия.
В 1965 году «Динамо» под руководством Севидова впервые в своей истории стало финалистом Кубка СССР, в полуфинале выбив из турнира чемпиона страны «Динамо» Тбилиси. В 1968 году заслуги тренера были отмечены присвоением ему звания заслуженного тренера СССР и БССР. Однако, после окончания сезона 1969 года Севидов был освобождён от должности с формулировкой «принципиально неверный подход к формированию команды», так как, по мнению руководителей белорусского спорта, недостаточно привлекал в команду местных футболистов, а ориентировался в основном на приезжих.

### «Кайрат»
В следующем, 1970 году Севидов уехал в Казахстан, где возглавил главный клуб республики — «Кайрат» Алма-Ата, покинувший перед этим высшую группу чемпионата СССР. За один сезон Севидову удалось вывести «Кайрат» обратно в Высшую лигу. Лучшим бомбардиром команды с 19 мячами стал Юрий Севидов, незадолго до того освободившийся из заключения.

### «Динамо» (Киев)
После успешного сезона в «Кайрате» Севидову поступило предложение возглавить киевское «Динамо». Он сменил на посту главного тренера динамовцев Виктора Маслова, в своё время пригласившего молодого Севидова в «Торпедо» и которого Севидов считал своим учителем. Под его руководством «Динамо» стало чемпионом СССР 1971 года, серебряным призёром чемпионатов СССР 1972 и 1973 годов. За период работы в «Динамо» Севидов переориентировал игру команды под атакующий стиль. При игре в обороне Севидов стал применять персональный вариант защитных построений, в отличие от своего предшественника, предпочитавшего зональную защиту. К основной команде были подведены молодые Олег Блохин и Леонид Буряк, составившие основную ударную силу «Динамо» в последующие годы.
В 1973 году клуб дошёл до финала Кубка СССР, где уступил ереванскому «Арарату». Динамовцы вели по ходу матча, Севидов в конце игры заменил активных Буряка и Блохина на малоопытных футболистов и на последних минутах футболистам «Арарата» удалось сравнять счёт, а в дополнительное время сенсационно вырвать победу. Это поражение послужило формальным поводом для увольнения Севидова за три тура до окончания чемпионата страны, причём в оставшихся матчах динамовцы упустили золотые медали, став в итоге лишь вторыми. Место старшего тренера киевлян в результате тогда досталось Валерию Лобановскому. Существует также версия, согласно которой снятие Севидова стало следствием интриг Лобановского, воспользовавшегося своими связями в ЦК Компартии Украины, и было предопределено независимо от результата кубкового финала.
Севидов вернулся в Москву, где в течение года вновь работал тренером московской ФШМ, под его руководством команда заняла второе место во Всесоюзном юношеском чемпионате 1974 года.

### «Динамо» (Москва)
В начале 1975 года Севидова пригласили возглавить московское «Динамо». К концу сезона динамовцы заняли призовое третье место, а весной 1976 года сумели завоевать золотые медали чемпионата СССР, проводившегося в один круг. В 1977 году «Динамо» одержало победу в Кубке СССР, а также завоевало разыгрывавшийся впервые Кубок Сезона (матч между чемпионом и обладателем кубка страны), победив киевских одноклубников.
В 1978 году «Динамо» под руководством Севидова дошло до 1/2 финала Кубка обладателей кубков, уступив лишь в серии послематчевых пенальти. В феврале 1979 года после предсезонного турне «Динамо» по США Севидова неожиданно снимают с должности. Как выяснилось позже, во время пребывания в Лос-Анджелесе Севидов покинул расположение команды, отправившись на ужин по приглашению своего давнего знакомого по Киеву Семёна Каца, эмигрировавшего ранее в США. Этот факт зафиксировал в своем донесении в вышестоящие органы начальник команды «Динамо» Анатолий Родионов. С формулировкой «за нарушение режима» Севидова отстранили от руководства командой.
Есть поверье, что после увольнения Севидова с поста главного тренера «Динамо» его жена Лидия Севидова, сочтя отставку несправедливой, предрекла, что «Динамо» никогда больше не станет чемпионом. С тех пор московское «Динамо», будучи на тот момент самым титулованным советским клубом по числу чемпионств (11), ни разу не побеждало в национальном первенстве.

### Возобновление карьеры
В течение двух лет Александр Севидов не тренировал, здоровье супруги требовало его постоянного присутствия в Москве. Только в 1981 году его пригласили в московскую команду «Локомотив», вылетевшую на тот момент в первую лигу. В сезоне 1981 года клуб занял 3-е место, уступив путевку в высшую лигу кутаисскому «Торпедо» (личная встреча команд в Кутаиси была выиграна торпедовцами при явно предвзятом судействе). В 1982 году Севидову пришлось покинуть «Локомотив» в тот момент, когда клуб претендовал на одну из двух путёвок в высшую лигу (в итоге железнодорожники заняли лишь 4-е место).
Поздней осенью 1983 года Севидова вновь позвали в московское «Динамо», находившееся на грани вылета из высшей лиги. Два оставшихся матча под руководством нового тренера динамовцы выиграли. А уже в следующем сезоне команде удалось завоевать Кубок СССР, победив в финальном матче будущего чемпиона страны — ленинградский «Зенит». Весной 1984 года «Динамо» вновь удалось успешно выступить в еврокубках, дойдя до полуфинала розыгрыша Кубка кубков. Весной 1985 года Севидов поддержал просьбу о назначении в «Динамо» в качестве своего помощника (формально — начальника команды) своего давнего воспитанника по минскому «Динамо» Эдуарда Малофеева, занимавшего на тот момент пост старшего тренера сборной СССР. Летом того же года, после поражения от ростовского СКА со счетом 3:4, игроки клуба были обвинены динамовским руководством в «сдаче» матча, а тренер Севидов — в попустительстве и мягкотелости и был снят с должности. В принятии такого решения активно участвовал Э. В. Малофеев, который вскоре и был назначен на место Севидова.

### Последние годы
В последующие годы Александр Севидов отошёл от активной тренерской деятельности, некоторое время сотрудничал с еженедельником «Футбол-Хоккей». В 1987 году был главным тренером бакинского «Нефтчи», с апреля 1989 по июнь 1990 возглавлял волгоградский «Ротор». В конце 1991 — начале 1992 года консультировал тренерский штаб владикавказского «Спартака».
Скончался от рака 15 апреля 1992 года в Москве. Похоронен на Домодедовском кладбище.

## Личная жизнь
Супруга — Лидия (Елизавета) Дмитриевна Севидова (ум. в 1991 году). Сыновья — Юрий, Олег. Юрий Севидов (ум. в 2010 году) также был известным футболистом, нападающим «Спартака», впоследствии занимался тренерской деятельностью, а в последние годы жизни был футбольным экспертом и обозревателем, колумнистом ведущих спортивных СМИ. Внук — Антон Севидов — музыкант, основатель и лидер группы Tesla Boy.
Александр Севидов серьёзно увлекался шахматами. Также был начитанным, интеллигентным человеком, известным меломаном, любителем джаза, собрал большую коллекцию музыкальных пластинок.
Помимо тренерской деятельности, Севидов на протяжении многих лет регулярно выступал в спортивной прессе с обзорами и аналитическими статьями о футболе, бывал частым гостем на телевидении.
После того как на одном из дружеских шаржей Александр Севидов был изображён в фельдмаршальском мундире и с чёрной повязкой на глазу (то есть футбольным Кутузовым), за ним закрепилось прозвище «Кутузов», сопровождавшее Севидова до конца жизни.
Состоял в КПСС. Имел звание подполковника.

## Достижения

### В качестве тренера
- Победитель чемпионата РСФСР: 1954 (Команда города Ступино)
- Победитель турнира в первой группе класса «А»: 1970 («Кайрат»)
- Чемпион СССР (2): 1971 («Динамо» Киев), 1976 (весна) («Динамо» Москва)
- Серебряный призёр чемпионата СССР (2): 1972, 1973 («Динамо» Киев)
- Бронзовый призёр чемпионата СССР (2): 1963 («Динамо» Минск), 1975 («Динамо» Москва)
- Обладатель Кубка СССР (2): 1977, 1984 («Динамо» Москва)
- Финалист Кубка СССР (2): 1965 («Динамо» Минск), 1973 («Динамо» Киев)
- Обладатель Кубка Сезона (Суперкубка СССР): 1977 («Динамо» Москва)
- Полуфиналист Кубка обладателей кубков (2): 1978, 1985 («Динамо» Москва)[23]

### Награды и звания
- 1957 — Мастер спорта СССР
- 1968 — Заслуженный тренер СССР
- 1968 — Заслуженный тренер Белорусской ССР
- 1968 — Орден «Знак Почёта»

### Комментарии
1. ↑  Существуют расхождения в источниках относительно имени жены Александра Севидова. На могильном памятнике указано «Севидова Елизавета Дмитриевна»[16], это же имя упоминает её сын Юрий Севидов в ответе на вопросы спартаковских болельщиков[17]. Однако, в подавляющем большинстве источников жена Севидова упоминается как Лидия, в том числе в интервью и воспоминаниях родственников, в частности всё того же сына Юрия[18], снохи Галины[19] и внука Александра[20]